# Ski nocturne

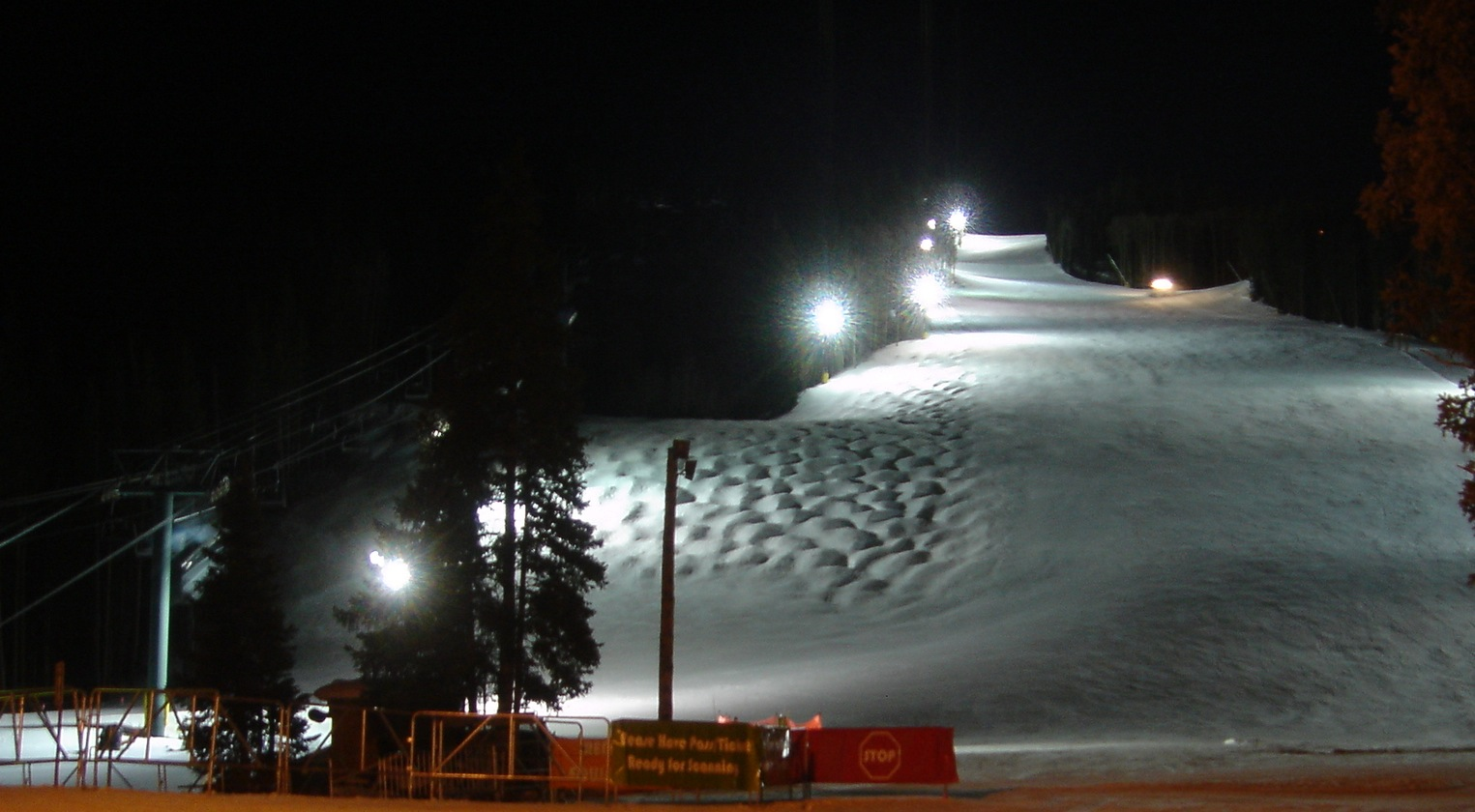
Piste en nocturne à Keystone Resort, Colorado.

Le ski nocturne est une forme de pratique du ski, proposée en dehors des horaires habituels de fonctionnement des remontées mécaniques.
La majorité des stations de ski propose cette pratique en début de soirée, pour une durée de trois voire quatre heures — souvent de 19 h à 22 h. En majorité, les jours proposés sont les vendredis et samedis, voire aussi les mercredis. L'utilisation de projecteurs le long des pistes permet alors d'éclairer artificiellement les pistes.
Le parc de remontée mécaniques peut ainsi, du côté des exploitants, être mis plus longtemps à contribution et donc être plus rapidement amorti. Cela permet également d'élargir et de diversifier l'offre de produits sportifs de chaque station. Du côté des utilisateurs, ceux-ci se voient offrir la possibilité de pratiquer le ski de piste à des horaires différents, voulus plus pratiques, notamment après les horaires de bureau habituels.
En général, seule une partie du domaine est éclairée, située aux abords de la station. Certaines rares stations — telle que Semmering en Autriche — ont l'intégralité de leur domaine éclairable.
En Europe, Le Collet d'Allevard est la plus grande station de ski nocturne, elle propose une offre forfait+restaurant. De plus tous les 30 décembre depuis 2012 elle organise La Nuit du ski qui réunis champions et touriste pour une soirée. La station de Chamrousse propose également du ski nocturne un soir par semaine.
Les offres forfaitaires de ski nocturne offrent parfois une offre gastronomique — soirée fondue notamment — sous forme de forfait global.
Des compétitions de ski (slalom) sont régulièrement organisées en nocturne, ce qui participe à leur garantir une visibilité plus importante aux heures de plus grande audience télévisuelle.